# Синпаул (комуна, Муреш)
Синпаул (рум. Sânpaul) — комуна у повіті Муреш в Румунії. До складу комуни входять такі села (дані про населення за 2002 рік):
- Валя-Ізвоарелор (1170 осіб)
- Ділеу-Ноу (216 осіб)
- Кірілеу (751 особа)
- Синмергіта (239 осіб)
- Синпаул (1640 осіб) — адміністративний центр комуни

Комуна розташована на відстані 262 км на північний захід від Бухареста, 19 км на південний захід від Тиргу-Муреша, 67 км на південний схід від Клуж-Напоки, 131 км на північний захід від Брашова.

## Населення
За даними перепису населення 2002 року у комуні проживали 4016 осіб.
Національний склад населення комуни:
| Національність | Кількість осіб | Відсоток |
| -------------- | -------------- | -------- |
| угорці         | 1574           | 39,2%    |
| румуни         | 1415           | 35,2%    |
| цигани         | 1024           | 25,5%    |
| німці          | 2              | < 0,1%   |
| українці       | 1              | < 0,1%   |

Рідною мовою назвали:
| Мова      | Кількість осіб | Відсоток |
| --------- | -------------- | -------- |
| румунська | 1825           | 45,4%    |
| угорська  | 1591           | 39,6%    |
| циганська | 600            | 14,9%    |

Склад населення комуни за віросповіданням:
| Релігія            | Кількість осіб | Відсоток |
| ------------------ | -------------- | -------- |
| православні        | 1708           | 42,5%    |
| римо-католики      | 1470           | 36,6%    |
| реформати          | 703            | 17,5%    |
| греко-католики     | 61             | 1,5%     |
| п'ятдесятники      | 12             | 0,3%     |
| унітарії           | 7              | 0,2%     |
| бретрени           | 7              | 0,2%     |
| не релігійні       | 7              | 0,2%     |
| адвентисти         | 6              | 0,1%     |
| баптисти           | 1              | < 0,1%   |
| не вказали релігію | 8              | 0,2%     |

## Зовнішні посилання
- Дані про комуну Синпаул на сайті Ghidul Primăriilor